# George Charles Beresford
George Charles Beresford (10. července 1864 Drumlease, Dromahair, Leitrim, Irsko – 21. února 1938 Brighton) byl anglický portrétní fotograf aktivní za Viktoriánské éry.

## Život a dílo
Beresford byl synem bohatého markýze Henryho Marcuse Beresforda a Julia Elleny Maunsellové a třetím z pěti dětí. Získal titul v oboru inženýrství v roce 1882 a odešel do Indie. O čtyři roky později se kvůli malárii vrátil do Anglie a šel studovat umění. Jeho první obrazy byly vystaveny v Královské akademii umění v Londýně.
Beresforda nicméně přitahovalo především fotografické umění a v roce 1902 si otevřel ateliér v Knightsbridge na okraji Londýna. Tady zhotovil v dlouhém období do roku 1932 velké množství platinotisků osobností, zejména spisovatelů, umělců a politiků a stal se jedním z nejslavnějších portrétních fotografů své doby. Jeho práce byly publikovány v mnoha předních časopisech, jako například The Tatler nebo The Illustrated London News.
Beresford byl také známý jako nadšený a úspěšný obchodník se starožitnostmi. Během první světové války věnoval velkou sumu peněz na činnost Červeného kříže. Zemřel 21. února 1938 ve věku 73 let.
Hodně z jeho děl se v současné době (2011) nachází v National Portrait Gallery v Londýně.

## Galerie

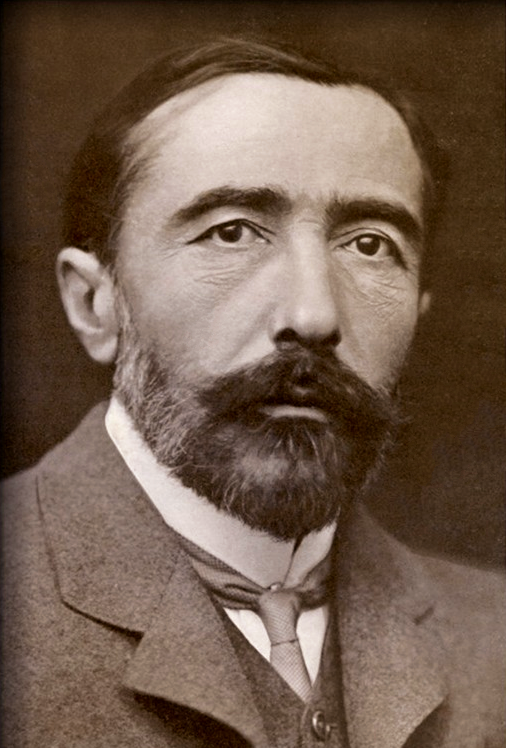
Joseph Conrad, 1904
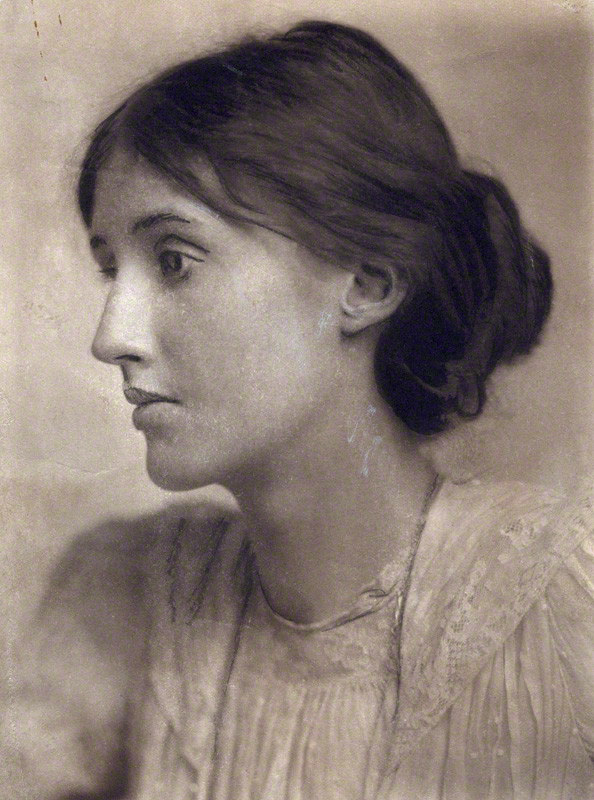
Virginia Woolfová, 1902
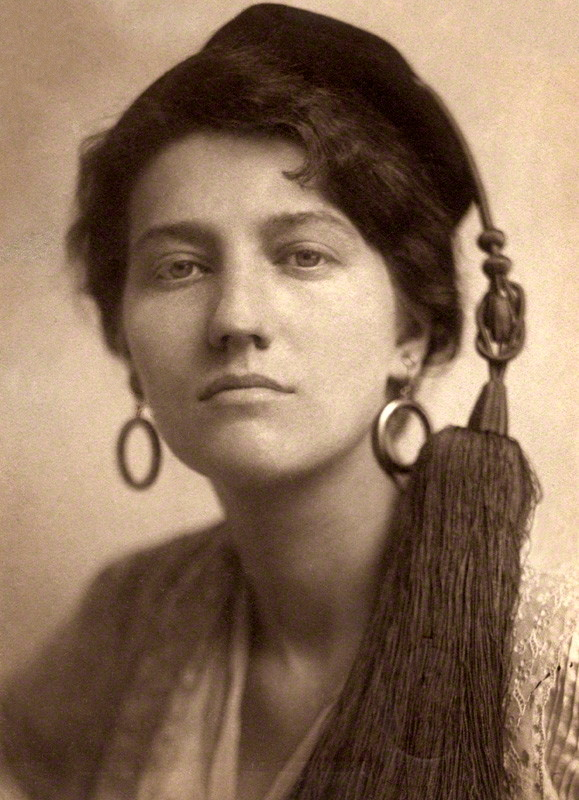
Herečka Gabrielle Enthoven, 1904
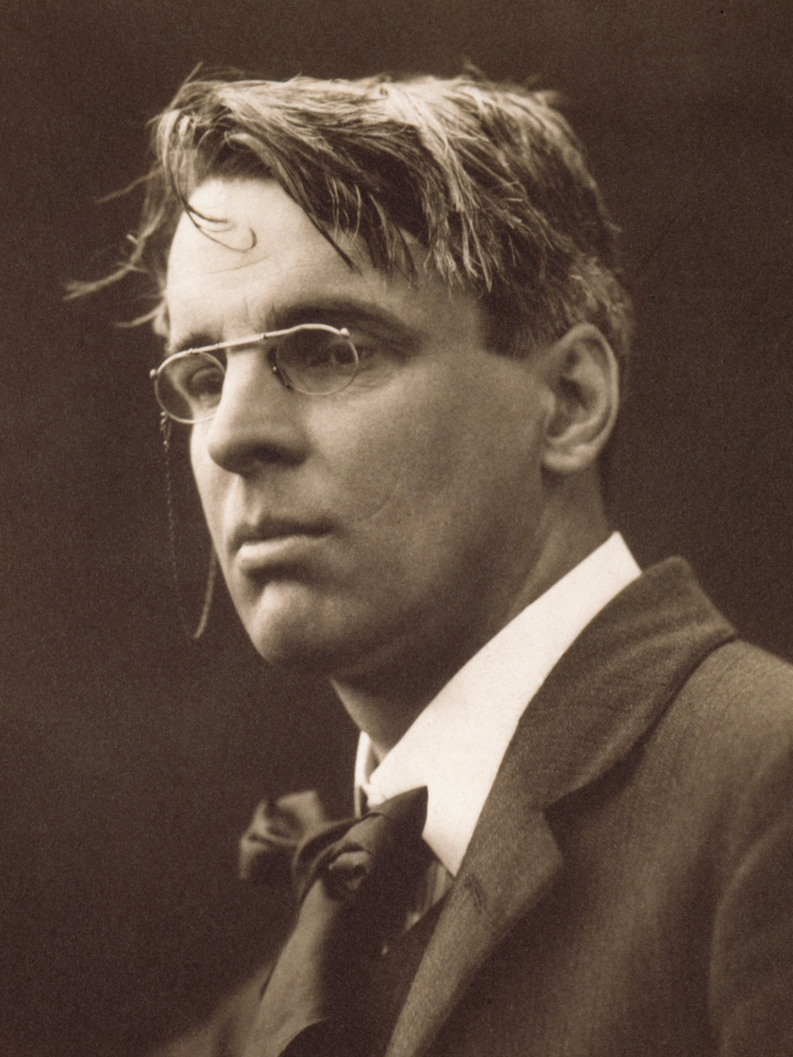
William Butler Yeats, 1911
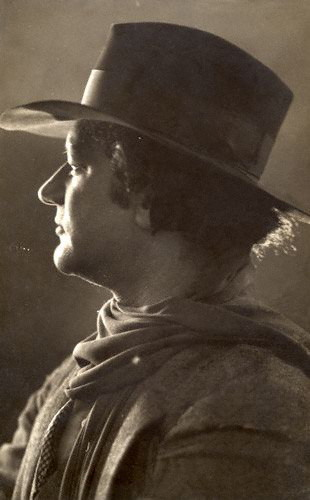
Jacob Epstein, 1924
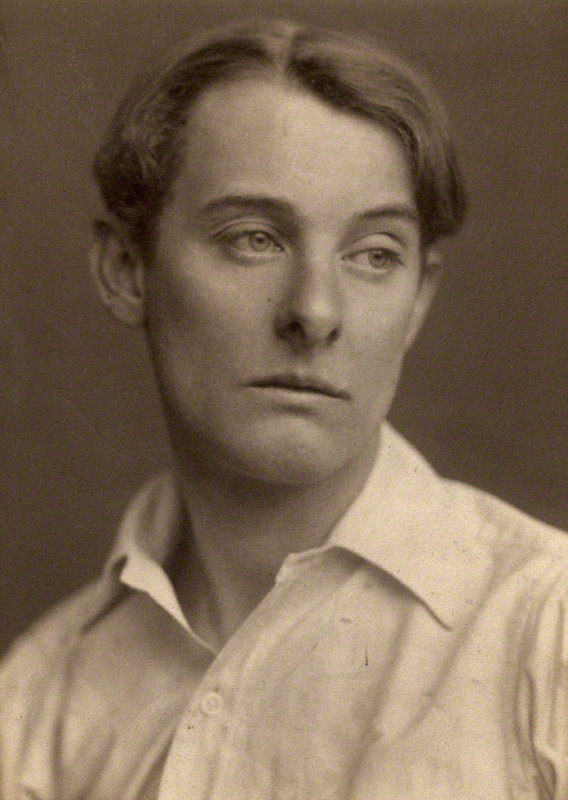
Lord Alfred Douglas, 1903
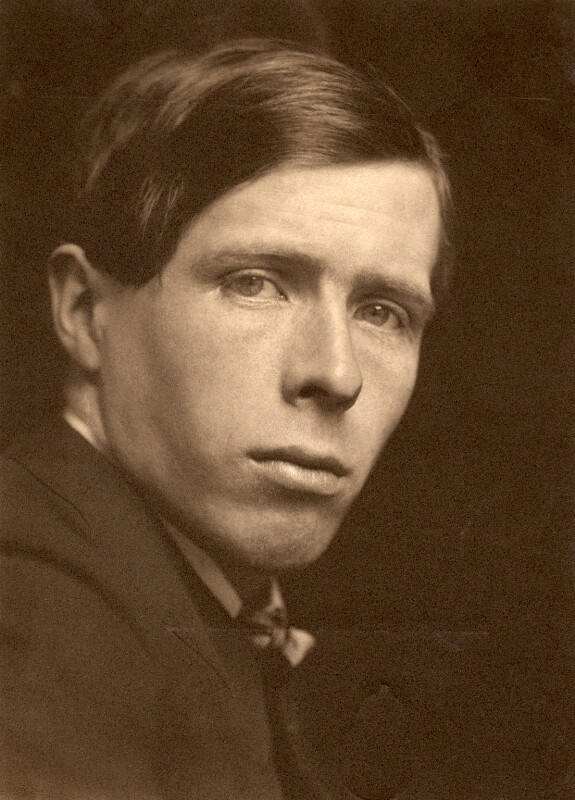
Schilder William Orpen, 1903
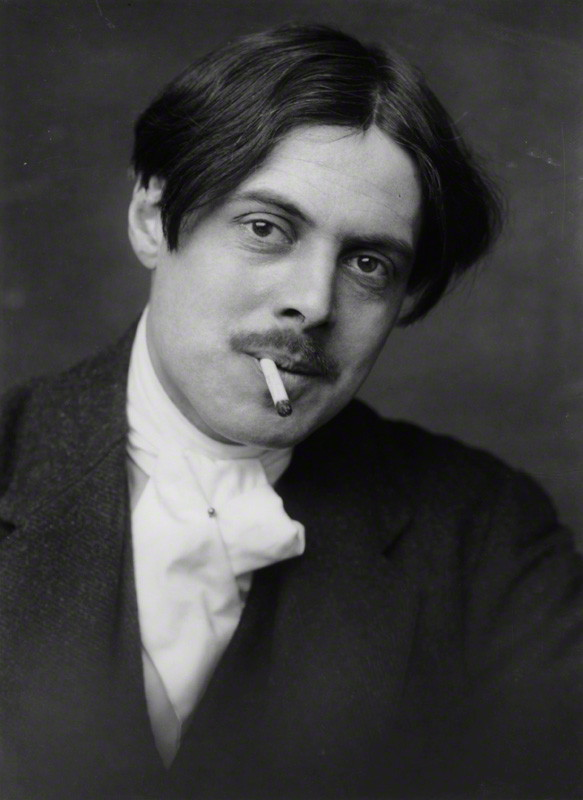
Wyndham Lewis, 1913
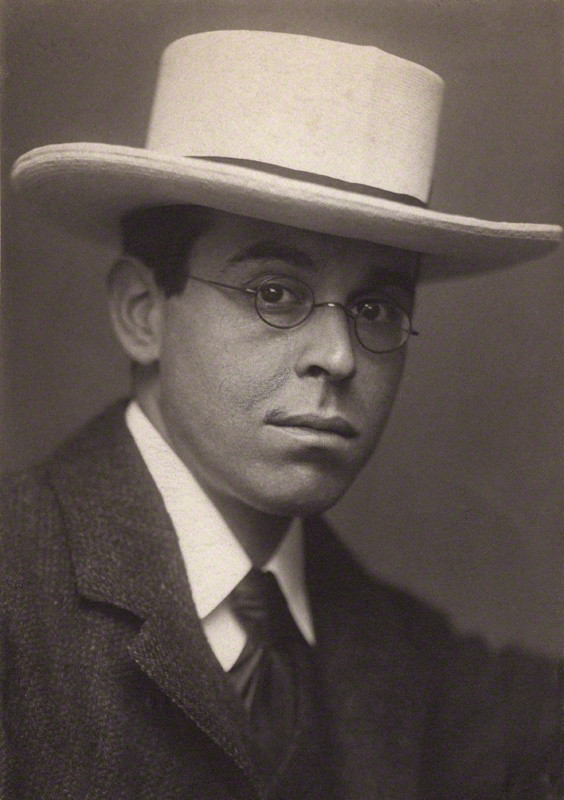
William Rothenstein, 1902
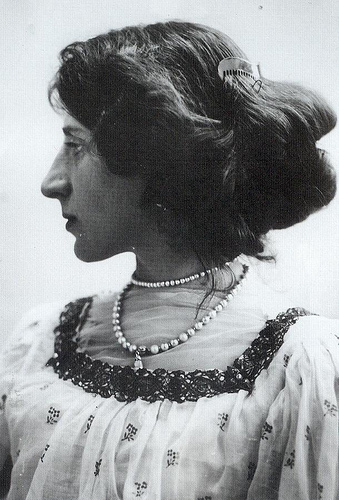
Lady Ottoline Morrell, 1903